# アニラジグランプリ
『アニラジグランプリ』とは、オプトコミュニケーションズが編集し、主婦の友社から発行されていた隔月（偶数月）発売のアニラジ情報雑誌。

## 概要
声優グランプリの姉妹誌として1995年11月25日に創刊された。声優グランプリの月刊化により、声優グランプリの一誌に統合され、第27号（2000年12月刊行）で当誌は休刊した。
その名の通り、主にアニラジの情報を扱う雑誌だった。日本国内ラジオ全局で放送されている（刊行時点）アニラジ（アニメ・ゲーム・アニソン等を主体とする番組以外にも、声優として知られる人物がパーソナリティを務める一般向け番組等も含まれる）が全て網羅・紹介されており、雑誌独自の企画はもちろんのこと、番組との連動企画も行われることがあった。
2017年、第3回アニラジアワードの連動企画として、当誌が『アニラジグランプリR』として同年3月28日に復刊した。アニラジアワードの各受賞番組のパーソナリティのインタビュー記事やグラビアが掲載された。第3回アニラジアワード以降も連動して刊行されている。

## 表紙を飾った声優のリスト
特徴として、声優グランプリと同様に声優が表紙・巻頭グラビアを担当していることが挙げられる。また、表紙ではザテレビジョンの表紙のレモンの如く、全員がラジオマイクを持っている。
アニラジグランプリ
- 創刊号（1995年11月25日発売） - 林原めぐみ
- 第2号（1996年2月24日発売） - 日髙のり子、冨永みーな
- 第3号（1996年5月25日発売） - 小森まなみ
- 第4号（1996年8月25日発売） - 折笠愛、高田由美
- 第5号（1996年11月22日発売） - 國府田マリ子
- 第6号（1997年2月25日発売） - 宮村優子
- 第7号（1997年4月26日発売） - 古本新之輔、池澤春菜、南央美
- 第8号（1997年6月26日発売） - 櫻井智
- 第9号（1997年8月26日発売） - 國府田マリ子
- 第10号（1997年10月25日発売） - 丹下桜
- 第11号（1997年12月25日発売） - 岩男潤子
- 第12号（1998年2月26日発売） - 緒方恵美
- 第13号（1998年4月25日発売） - 菅原祥子
- 第14号（1998年6月25日発売） - 國府田マリ子
- 第15号（1998年8月26日発売） - 宮村優子
- 第16号（1998年10月26日発売） - 中川亜紀子
- 第17号（1998年12月26日発売） - 小森まなみ、國府田マリ子
- 第18号（1999年2月26日発売） - 子安武人、氷上恭子
- 第19号（1999年4月23日発売） - 丹下桜、桑島法子
- 第20号（1999年6月26日発売） - 宮村優子、豊嶋真千子
- 第21号（1999年8月26日発売） - 國府田マリ子、岩田光央
- 第22号（1999年10月26日発売） - 飯塚雅弓
- 第23号（1999年12月25日発売） - 関智一、氷上恭子、麻績村まゆ子
- 第24号（2000年2月26日発売） - 山本麻里安、井上喜久子
- 第25号（2000年4月26日発売） - 桑島法子
- 第26号（2000年6月26日発売） - 飯塚雅弓、宮村優子
- 第27号（2000年12月発売） - 関智一、山本麻里安

アニラジグランプリR
- vol.1（2017年3月27日発売） - 佐倉綾音、大西沙織
- vol.2（2018年3月27日発売） - 佐倉綾音、大西沙織

## 主なコーナー
ラジオアラカルト
アニラジとの連動企画やイベントの様子など。
小森まなみとショッカーO野のラジオクローバー
誌上番組。
ピクチャーランドCLUB
丹下桜と金丸淳一によるコーナー。誌上番組。
全国アニラジ情報パーフェクトガイド
全国の民放AMラジオ、FMラジオ各局のアニラジ放送状況のリスト。
コミック・レポート
山口勝平による「めーきんぐ・おぶ・ふりーだむ」と、いいづみ蜜による番組取材レポート漫画。
再録ラ字オ
実際に放送された番組を活字で再現する。
英ファイル
作・大沼弘幸、イラスト・福田道生によるミステリー小説。
解體新書
長寿番組に関する秘話・検証・考察など。
新撰あにらじ大百科
アニラジでのエピソードを踏まえた新語録を募集するコーナー。一例を挙げると、
聖徳太子
1. 推古天皇期の政治家。→聖徳太子
2. 同時間帯に異なった放送局で放送される番組を同時に聴く人。

といった具合。
アニーのラジオグランプリ
マスコット・アニー（イラスト：蘭宮涼）による誌上番組。
冨永みーなの真面目にやろうよ
冨永みーな自身が被写体となった写真で、何と言っているかを募集するコーナー。
瞳と愉快な仲間たち
三重野瞳が読者からリクエストされたパーソナリティにインタビューするコーナー。
森川檜山ののるのはタダだぞ
森川智之と檜山修之によるコーナー。読者から送られたプリクラを、大相撲形式の番付を行う。

## ラジオCM
Vol.7以降のラジオCMは誌上で募集された。複数のアニラジでディレクターを務めていた佐藤卓矢によって選定され、優秀作1作（あるいは次席まで含め最大3作）が実際にラジオCMとして放送された。なお、ラジオCMはその時期に放送されていたアニラジのパーソナリティが番組単位で担当していた。